# Lasioptera solani
Lasioptera solani är en tvåvingeart som först beskrevs av Ephraim Porter Felt 1907.  Lasioptera solani ingår i släktet Lasioptera och familjen gallmyggor.
Artens utbredningsområde är District of Columbia. Inga underarter finns listade i Catalogue of Life.